# Замула, Михаил Гаврилович
Михаил Гаврилович Замула (1925—1988) — старший лейтенант Советской Армии, участник Великой Отечественной войн, Герой Советского Союза (1944).

## Биография
Михаил Замула родился 5 ноября 1925 года в селе Дьяково (ныне — Антрацитовский район Луганской области Украины). Окончил семь классов школы. В 1943 году Замула был призван на службу в Рабоче-крестьянскую Красную Армию. С того же года — на фронтах Великой Отечественной войны. К сентябрю 1943 года сержант Михаил Замула командовал отделением пулемётной роты 592-го стрелкового полка 203-й стрелковой дивизии 12-й армии Юго-Западного фронта. Отличился во время битвы за Днепр.
27 сентября 1943 года Замула первым в своём подразделении переправился через Днепр в районе села Петро-Свистуново Вольнянского района Запорожской области Украинской ССР и поддержал огнём своего пулемёта наступление стрелковых частей. В бою за плацдарм он подавил огонь вражеского пулемёта, уничтожив несколько вражеских солдат и офицеров. 2 октября 1943 года во время отражения немецкой контратаки вместе со своим пулемётным расчётом Замула подбил 2 танка.
Указом Президиума Верховного Совета СССР от 19 марта 1944 года за «образцовое выполнение боевых заданий командования и проявленные при этом мужество и героизм» сержант Михаил Замула был удостоен высокого звания Героя Советского Союза с вручением ордена Ленина и медали «Золотая Звезда» за номером 3614.
В 1946 году в звании старшего лейтенанта Замула был уволен в запас. Проживал в городе Калуш Ивано-Франковской области, работал старшим мастером на заводе «Нефтебурмашремонт». Умер 5 июня 1988 года, похоронен на Новом кладбище Высочанки в Калуше.
Был также награждён орденами Отечественной войны 1-й степени и Красной Звезды, рядом медалей.